# Nederlands-Indische Spoorweg

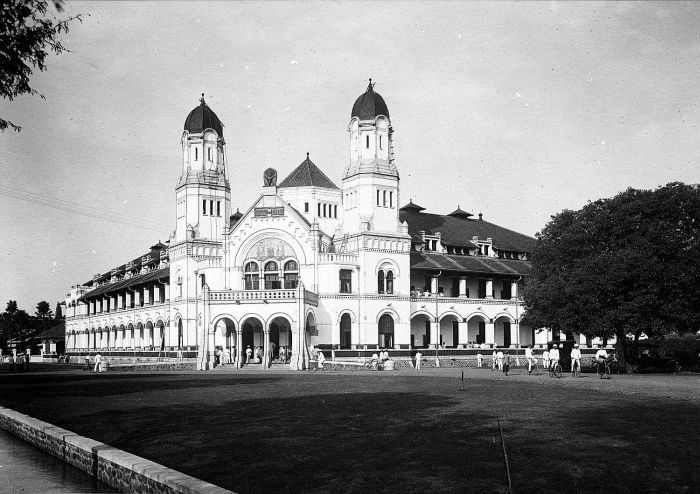
Verwaltungssitz (Lawang Sewu) in Semarang (erb. 1907). Renoviert und seit 2009 wieder Verwaltungsgebäude der Bahn

Die Nederlands-Indische Spoorweg Maatschappij (abgekürzt N.I.S.) war die erste private Eisenbahngesellschaft in Niederländisch-Indien. 1867–1924 baute oder kaufte sie insgesamt 855 km Strecke. Während ihres Bestehens bis zur Verstaatlichung 1943 schaffte das Unternehmen 160 Normalspurlokomotiven an. Die staatliche Nachfolgegesellschaft heißt heute Kereta Api Indonesia.

## Geschichte

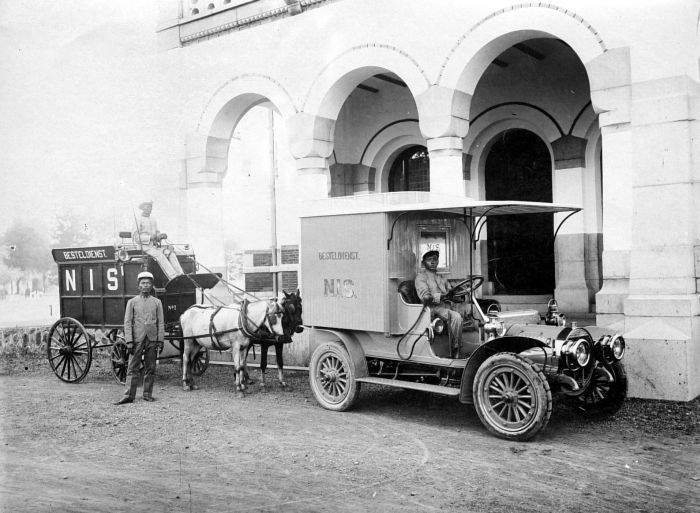
Auslieferungsfahrzeuge der N.I.S. vor dem Bahnhof Semarang (vor 1910)

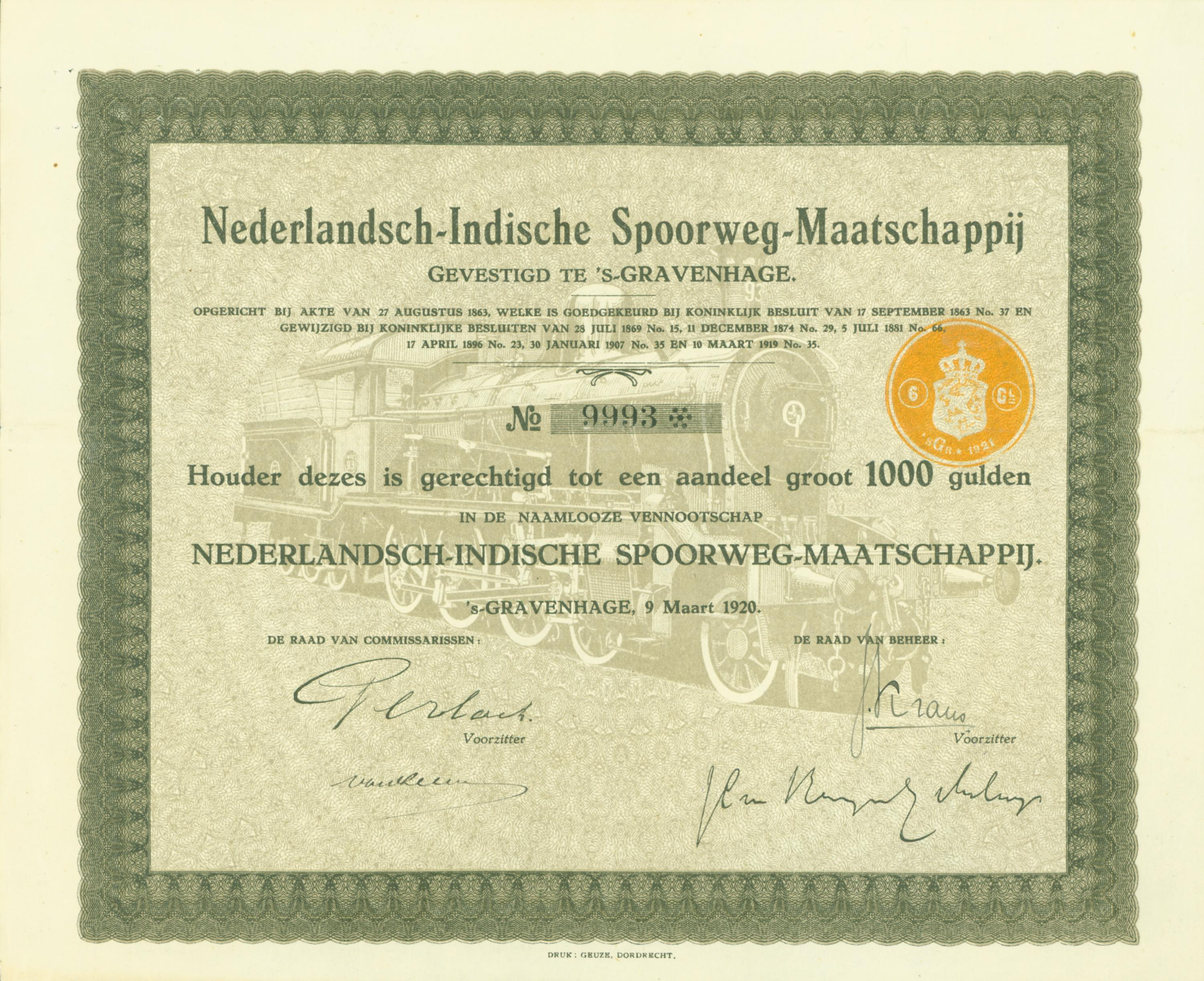
Aktie der Nederlandsch-Indische Spoorweg-Maatschappij vom 9. März 1920

Bereits seit 1842 hatte es immer wieder Vorschläge für den Bahnbau auf Java gegeben. Der Generalgouverneur van de Beele tat am 17. Juni 1864 den ersten Spatenstich für die erste Bahnstrecke der Kolonie. Die Konzession war zwei Jahre zuvor Herrn W. Poolmann erteilt worden, der daraufhin die Firma gründete. Die erste Strecke verband in Normalspur über 25 km nach ihrer Eröffnung am 10. August 1867 Tanggung und Semarang, wo auch der Verwaltungssitz der Firma eingerichtet wurde. Ein
Neubau war 1907 vollendet.
Der Betrieb war zunächst noch unrentabel, sodass man sich an die Regierung wandte, um die Hauptstrecke von 166 km nach Yogyakarta durch die Vorstenlanden zu finanzieren. Finanzielle Hilfe und Dividendengarantie wurde unter der Bedingung gewährt, dass eine 111 km lange Stichstrecke nach Ambawara geführt wurde, damit das strategisch bedeutende Fort Willem I Bahnanschluss erhielt (stillgelegt 1977). Bis 1870 waren 109 km gebaut, 1917 betrieb man 206 km in Normalspur. Mit den Nebenstrecken (1067 mm) kam man auf insgesamt 419 km.
Eine erste Schmalspurstrecke der NIS war die vom Sitz des Gouverneurs in Buitenzorg in die Hauptstadt Batavia (mit Abzweig nach Master Cornelis, 1 km, und Kleine Boom, 2 km), die nach zweijähriger Bauzeit am 31. Januar 1873 eröffnete und bald profitabel war. Die kurze städtische Linie nach Kleine Boom wurde 1872 aufgegeben. Da sie über keinen Anschluss an das restliche N.I.S.-Netz verfügte, wurde die Strecke von Bogor zum 1. November 1913 an die Staatsspoorwegen (SS) verkauft. Ende 1918 hatte man einen Bestand von 57 Lokomotiven, 35 Personen-, 136 Gepäck- und 1493 Güterwagen. Knapp 23 000 Zugbewegungen erzielten rund 1,23 Millionen km. Man beförderte 1917 fast 4 Millionen Reisende, davon 3,99 Mio. in der 3. Klasse. Ausbesserungswerke unterhielt man in Yogjakarta und Tjepoe.
Die Strecken 2. Klasse baute man bis 1936 auf 602 km aus, die Hauptstrecken beider Spurweiten waren 863 km lang. Für den Transit der SS-Züge zwischen Batavia und Surabaya erhielt das Unternehmen eine Ausgleichszahlung. Der Verwaltungsrat (Raad van Beheer) hatte seinen Sitz in ’s-Gravenhage, in der Kolonie leitete das Commité van Bestuur die Geschäfte. Zu Jahresende 1937 wurden 37 Mitarbeiter im höheren, 274 im mittleren und 3557 im einfachen Dienst beschäftigt.
| Fahrzeug               | Normalspur | Kapspur |
| ---------------------- | ---------- | ------- |
| Lokomotiven            | 64         | 102     |
| Personenwagen          | 99         | 234     |
| Gepäckwagen            | 29         | 51      |
| Güterwagen             | 1750       | 1807    |
| (Bestand 1. Jan. 1937) |            |         |

Nach Ausbruch des Zweiten Weltkriegs musste eine Bestellung von dieselelektrischen Triebwagen der Marke Beijnes storniert werden. Ebenso wenig konnten die bei Werkspoor bestellten Hochleistungsdampflokomotiven nach der Besetzung der Niederlande im Juni 1940 ausgeliefert werden. Aus strategischen Gründen erhielt die Strecke Solo–Gundih eine dritte Schiene, sodass auch Schmalspurlokomotiven von Semarang nach Solo über Gambringan verkehren konnten. Zahlreiche Lokomotiven der Serie 381–400 (umbezeichnet in Reihe C52) wurden von den Japanern in andere Regionen gebracht. Zwar wurden diese nach dem Krieg zurückgegeben, sie konnten jedoch aufgrund der inzwischen vorgenommenen Umspurung der Strecken auf Kapspur nicht mehr eingesetzt werden.